# Koivuluodonmatala
Koivuluodonmatala är en ö i Finland. Den ligger i Bottenviken och i kommunen Ijo i den ekonomiska regionen  Oulunkaari i landskapet Norra Österbotten, i den norra delen av landet. Ön ligger omkring 57 kilometer norr om Uleåborg och omkring 590 kilometer norr om Helsingfors.
Öns area är 1 hektar och dess största längd är 130 meter i nord-sydlig riktning.